# Arqueologia queer
L'arqueologia queer (de l'anglès “estrany” utilitzada durant molt de temps com a insult a les persones homosexuals i no cisgènere), és una branca de l'arqueologia que s'enfoca des del punt de vista de la teoria queer. La seva recerca se centra en un seguit de metodologies que intenten evitar una mirada normativa del passat.
L'arqueologia queer no intenta buscar exemples de persones homosexuals o cap altra orientació sexual o identitat de gènere en la història, ni l'origen d'aquests conceptes. El que sí que fa és tenir un punt de vista crític i fugir respecte de les presumpcions normatives i binàries del discurs arqueològic predominant. En aquest últim punt l'arqueologia queer coincideix amb l'arqueologia feminista. Aquesta última no representa només una mirada a les dones del passat o una introducció d'aquest gènere en les interpretacions del passat, sinó sobretot desafiar els valors masclistes de les interpretacions arqueològiques.

## Diferències entre les arqueologies feminista, de gènere i queer
Les arqueologies feminista, de gènere i queer van anar apareixent com una evolució les unes de les altres, i influenciades per diversos moviments socials com són el feminista o el queer.

### Arqueologia feminista
La primera de les tres que va aparèixer va ser l'arqueologia feminista, a causa de la simbiosi amb tots els moviments feministes que varen sorgir durant el s. XX arreu d'Europa i Estats Units. Aquesta destaca per haver estat la primera vegada que es va posar en dubte i criticar la pràctica de portar els valors actuals (respecte als rols de gènere) al passat, sigui conscientment o inconscientment, per part de l'arqueologia a l'hora d'interpretar les restes. Les arqueologies feministes acostumen a intentar respondre preguntes com: la desigualtat de sexe ha existit sempre o és un producte històric? O, més àmpliament, la desigualtat social i l'explotació són inherents a la humanitat o són resultat de transformacions històriques?

### Arqueologia de gènere
L'arqueologia de gènere apareix com a reacció a l'anterior deslligant-se del plantejament feminista inicial i centrant-se a oferir informació de la dona i de l'home, sense la necessitat que el plantejament inicial sigui diferent, tenint una perspectiva del gènere més àmplia, atorgant més llibertat a l'hora de fer interpretacions.
En algunes ocasions l'arqueologia de gènere i la feminista s'utilitzen com a sinònims o s'inverteixen els significats o s'estudien juntes. Això fa que el punt de diferència entre les dues sigui, molts cops, no definida i condicionada per l'opinió de cada professional de l'arqueologia.

### Arqueologia queer
L'arqueologia queer sorgí a causa de l'aparició de les teories queer i com a crítica a les dues anteriors, en el seu ús de l'equiparació gènere / sexe, i la no contemplació de diferents cultures, ètnies i classes socials, de d'un punt de vista més aviat eurocentrista. També defensa que s'han de contemplar la gran varietat d'identitats socials i el qüestionament de conceptes com, per exemple, la família o unitat familiar.